# Капленко, Юрий Петрович
Капленко Юрий Петрович (18 июня 1928, Лозовая, Харьковский округ — 11 марта 2009, Кривой Рог, Днепропетровская область) — советский учёный в области горного дела, горный инженер. Доктор технических наук (1987), профессор (1989). Заслуженный деятель науки и техники Украины (1998). Академик Академии горных наук Украины (1991).

## Биография
Родился 18 июня 1928 года в посёлке Лозовая (ныне город в Харьковской области). 
В 1955 году окончил Криворожский горнорудный институт. 
В 1955—1965 годах работал на шахте «Северная» рудоуправления имени С. М. Кирова в Кривом Роге. В 1965—2009 годах работал в Криворожском горнорудном институте: с 1990 года — заведующий кафедрой подземной разработки.
Умер 11 марта 2009 года в городе Кривой Рог.

## Научная деятельность
Специалист в области горного дела. Исследовал разрушение взрывом находящихся в напряжённо-деформированном состоянии горных пород, технологии подземной разработки месторождений, повышение качества добываемой руды.

### Научные труды
- Управление взрывами при подземной добыче руд в Кривбассе / Киев, 1977.
- Особенности взрывного разрушения статически напряжённых горных пород / М., 1979.
- Прогноз изменения свойств пород под давлением / М., 1985.
- Комплекс ресурсо- і енергозберігаючих технологій видобутку та переробки мінеральної сировини, технічних засобів їх моніторингу із системою управління і оптимізації гірничорудних виробництв / Кривий Ріг, 2006 (в соавторстве).
- Инструктивно-методические указания по выбору параметров буровзрывных работ при подземной добыче руд / Кривой Рог, 2007. — Ч. 1 (в соавторстве).

## Награды
- Заслуженный деятель науки и техники Украины (1998);
- Государственная премия Украины в области науки и техники (20 декабря 2006) — за комплекс ресурсо- и энергосберегающих геотехнологий добычи и переработки минерального сырья, технических средств их мониторинга с системой управления и оптимизации горнорудных производств[1][2];
- Государственная стипендия выдающимся деятелям науки (10 июля 2008)[3];
- Отличник образования Украины.